# 8059 Деліянніс
8059 Деліянніс (8059 Deliyannis) — астероїд головного поясу, відкритий 6 травня 1957 року.
Тіссеранів параметр щодо Юпітера — 3,342.